# Siřem
Siřem (německy Zürau) je vesnice, část města Blšany v okrese Louny. Nachází se asi 2,5 kilometru severovýchodně od Blšan. Siřem je také název katastrálního území o rozloze 4,61 km².

## Název
Název vesnice byl odvozen z osobního jména Sirěmь (ze slovesa siřěti – osiřet) ve významu Siřemův dvůr. V historických pramenech se objevuje ve tvarech: Zirem (1237), Sirem (1238), de Cyrem (1295), de Syrziemye (1318–1322), Czirsim (1325), in Syrsin (1326), Ziren (1356), Syrzim (1387), Syrenum (1369), na vsi Syrzemj (1556), Syrzem (1575), Zirow (1658), Zieraw (1682), Zyhrau (1787) a Siřem nebo Zürau (1854).

## Historie

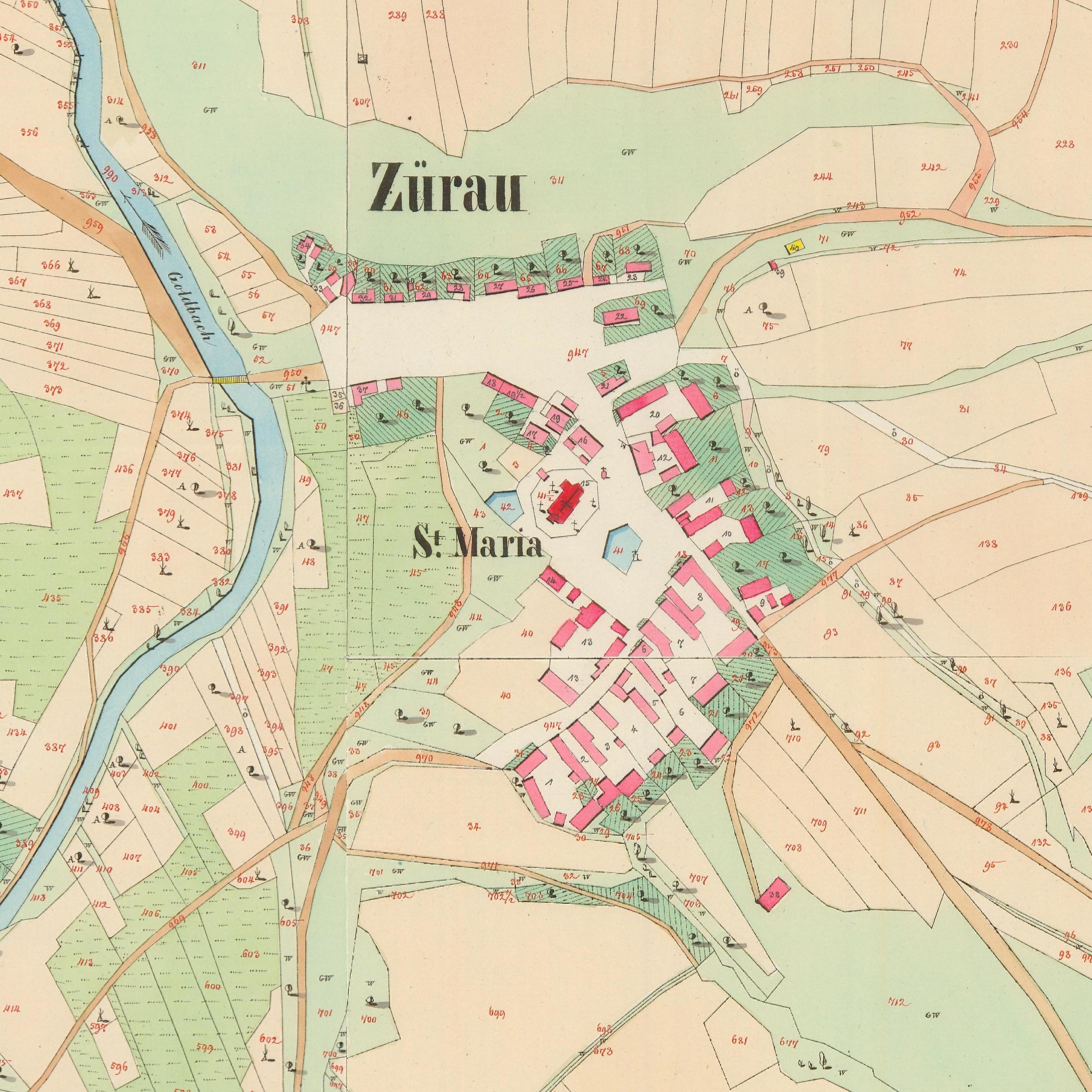
Siřem na císařských otiscích mapy Stabilního katastru, mapováno 1843.

Prvně je v písemných pramenech uváděna v roce 1237, kdy se podle ní psal vladyka Bohuslav se synem Nevlasem. Roku 1325 vesnici král Jan Lucemburský prodal Vyšehradské kapitule. Ta zde nechala v polovině 14. století postavit farní kostel.
V letech 1410–1416 vesnice patřila Jindřichu Skopci z Dubé. Po husitských válkách se Siřem dostala do šlechtických rukou. Postupně patřila k panstvím Petrohrad, Blšany, Libořice a Krásný Dvůr. V 17. století fara zanikla. V roce 1654 zde žilo 13 hospodářů s vesměs německými jmény. Už v té době se tu pěstoval chmel. Cholera, která zde vypukla v roce 1680, si vyžádala 13 obětí. V 17. století se pro Siřem, která se zcela poněmčila, začalo používat německého názvu Zürau. V roce 1875 zde byla otevřena škola, prvním učitelem byl Josef Urban. V roce 1892 byl postaven nový most přes Blšanku. Češi, kteří zde v roce 1930 tvořili čtyřprocentní menšinu, zde roku 1925 otevřeli jednotřídní školu. V 19. a 20. století byla Siřem významná svým chmelařstvím, ze žateckého poloraného červeňáku zde byla vyšlechtěna odrůda Siřem. Počátkem 20. století působilo v obci několik hrnčířských dílen.
Dne 17. září 1997 navštívil Siřem prezident České republiky Václav Havel. Vesnici znal již z dřívějších návštěv. V šedesátých letech sem přijel společně s režisérem Milošem Formanem s myšlenkou natočení filmu Zámek.

## Obyvatelstvo
Při sčítání lidu v roce 1921 zde žilo 350 obyvatel (z toho 177 mužů), z nichž byl jeden Čechoslovák, 344 Němců a pět cizinců. Kromě dvou evangelíků a dvanácti židů se hlásili k římskokatolické církvi. Podle sčítání lidu z roku 1930 měla vesnice 380 obyvatel: třináct Čechoslováků, 366 Němců a jednoho cizince. Stále převažovala velká římskokatolická většina, ale žil zde také jeden evangelík, dva členové církve československé, šest židů a jeden člen jiných nezjišťovaných církví.
|                                                                                  | 1869 | 1880 | 1890 | 1900 | 1910 | 1921 | 1930 | 1950 | 1961 | 1970 | 1980 | 1991 | 2001 | 2011 | 2021 |
| -------------------------------------------------------------------------------- | ---- | ---- | ---- | ---- | ---- | ---- | ---- | ---- | ---- | ---- | ---- | ---- | ---- | ---- | ---- |
| Obyvatelé                                                                        | 321  | 372  | 385  | 416  | 358  | 350  | 380  | 158  | 167  | 179  | 109  | 90   | 91   | 82   | 68   |
| Domy                                                                             | 45   | 50   | 62   | 65   | 69   | 68   | 78   | 65   | —    | 56   | 42   | 47   | 50   | 51   | 47   |
| Počet domů z roku 1961 je zahrnut v celkovém počtu domů místní části Liběšovice. |      |      |      |      |      |      |      |      |      |      |      |      |      |      |      |

## Obecní správa
Při sčítaní lidu v letech 1869–1950 Siřem byl samostatnou obcí v okrese Podbořany. V letech 1961–1980 byl částí obce Liběšovice v okrese Louny. Od 1. ledna 1981 je častí města Blšany v okrese Louny.

## Pamětihodnosti

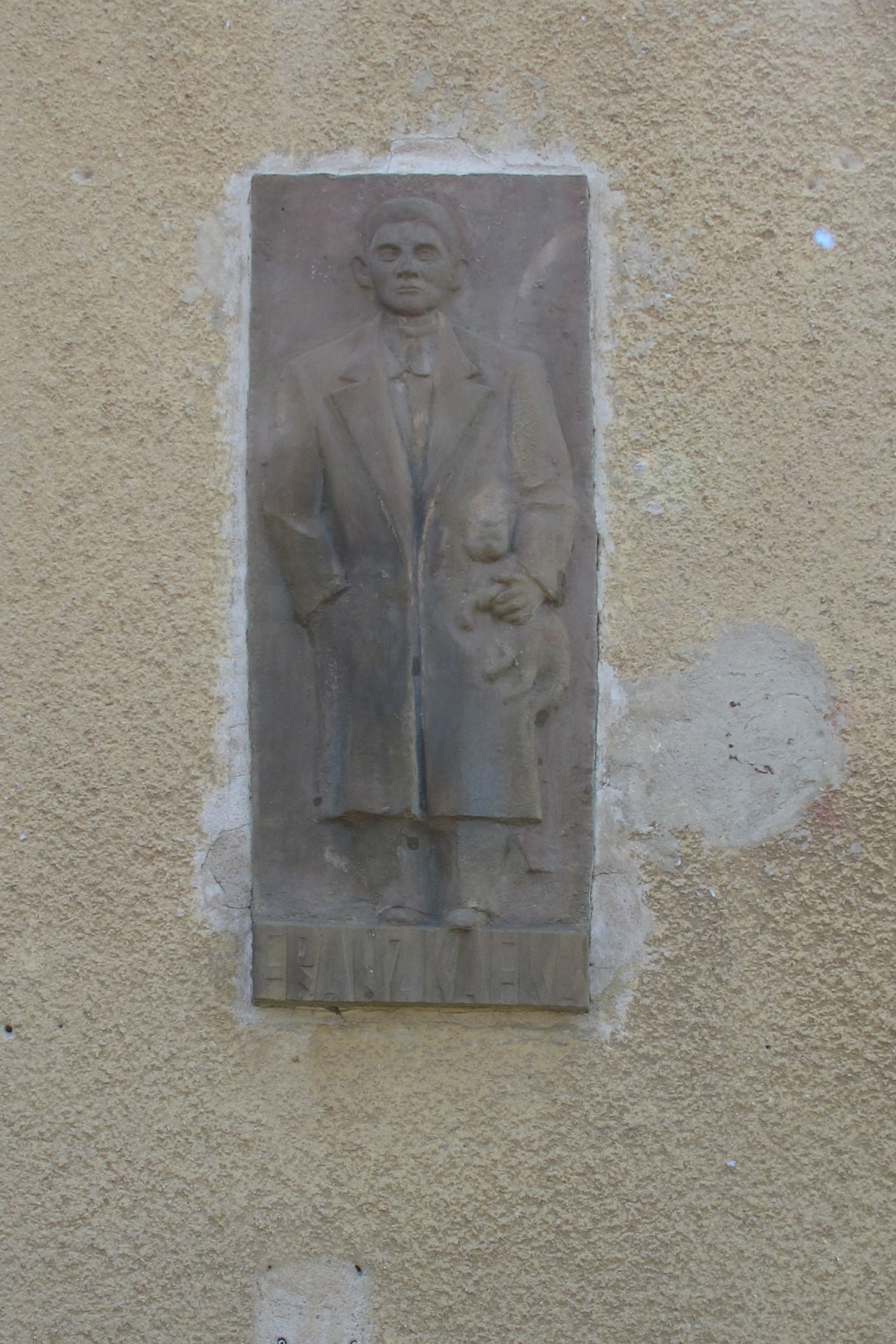
Kafkova busta na domu čp. 6.

Původní gotický kostel byl v roce 1747 stržen a na jeho místě roku 1750 nákladem 12 000 zlatých postaven nový Kostel Neposkvrněného početí Panny Marie. Je to barokní jednolodní stavba s pětiboce zakončeným presbytářem a hranolovou věží v západním průčelí. V současné době je zdevastovaný. Na pilíři vstupní brány před kostelem dva barokní andělé. Na návsi na soklu z roku 1866 plastika svatého Rocha. V jižní části návsi se nachází zemědělská usedlost čp. 7 z 2. poloviny 19. století se sušárnou, chlévem a stodolou. Jižně za vsí stojí mohutná barokní kontribuční sýpka.
Ve vesnici se odehrává část románu Jáchyma Topola – Kloktat dehet.

## Franz Kafka v Siřemi
Na počátku září 1917 byla u Franze Kafky diagnostikována tuberkulóza. Kafka odmítl návrhy přátel na léčbu v některém plicním sanatoriu a rozhodl se odjet za sestrou Ottlou Kafkovou do Siřemi, kde hospodařila na statku švagra Karla Hermanna. V Siřemi Kafka pobýval s několika kratšími přestávkami od 12. září 1917 do 30. dubna 1918. Již v září 1917 za ním do Siřemi přijela z Berlína jeho snoubenka Felice Bauerová. Setkání však jen prohloubilo vzájemné odcizení. K definitivnímu rozchodu obou partnerů došlo během Vánoc 1918 v Praze. V lednu Kafku v Siřemi na týden navštívil i přítel Oskar Baum, pražský židovský spisovatel.
Mezi zájemci o Kafku se občas diskutuje otázka, kde Kafka v Siřemi bydlel. Podle pozemkových knih patřily do roku 1914 Leopoldu Hermannovi, otci Kafkova švagra Karla, hned čtyři usedlosti: čp. 2, 6, 11, 35. Otázku pobytu sourozenců Kafkových vyřešila na pohlednici, odeslané Maxi Brodovi ze Siřemi 20. září 1917, samotná Ottla, která na ní vyznačila jako dům, kde s Kafkou bydlela, čp. 35, jenž byl po druhé světové válce zbořen. Aniž studoval siřemské pozemkové knihy, označil čp. 35 za místo také Klaus Wagenbach. Dům sice v roce 1917 už Hermannům nepatřil, ale jeho majitel Karl Makusch byl nejbohatší sedlák ve vsi, a Kafkovým ho zřejmě k dočasnému bydlení pronajmul. Centrem hospodářství Hermannů byl statek čp. 6, kde bydlel i personál. Sem se sourozenci Kafkovi chodili stravovat.
Když Kafkovi vypršela zdravotní dovolená, odjel na konci dubna opět do Prahy. Během svého siřemského pobytu se Kafka věnoval hlavně procházkám a četbě. Průběžně zde pokračoval v psaní letmých poznámek, které byly později souhrnně vydány pod názvem Aforismy. Kontribuční sýpka nad vsí mohla Kafkovi sloužit jako inspirace k románu Zámek.

## Galerie

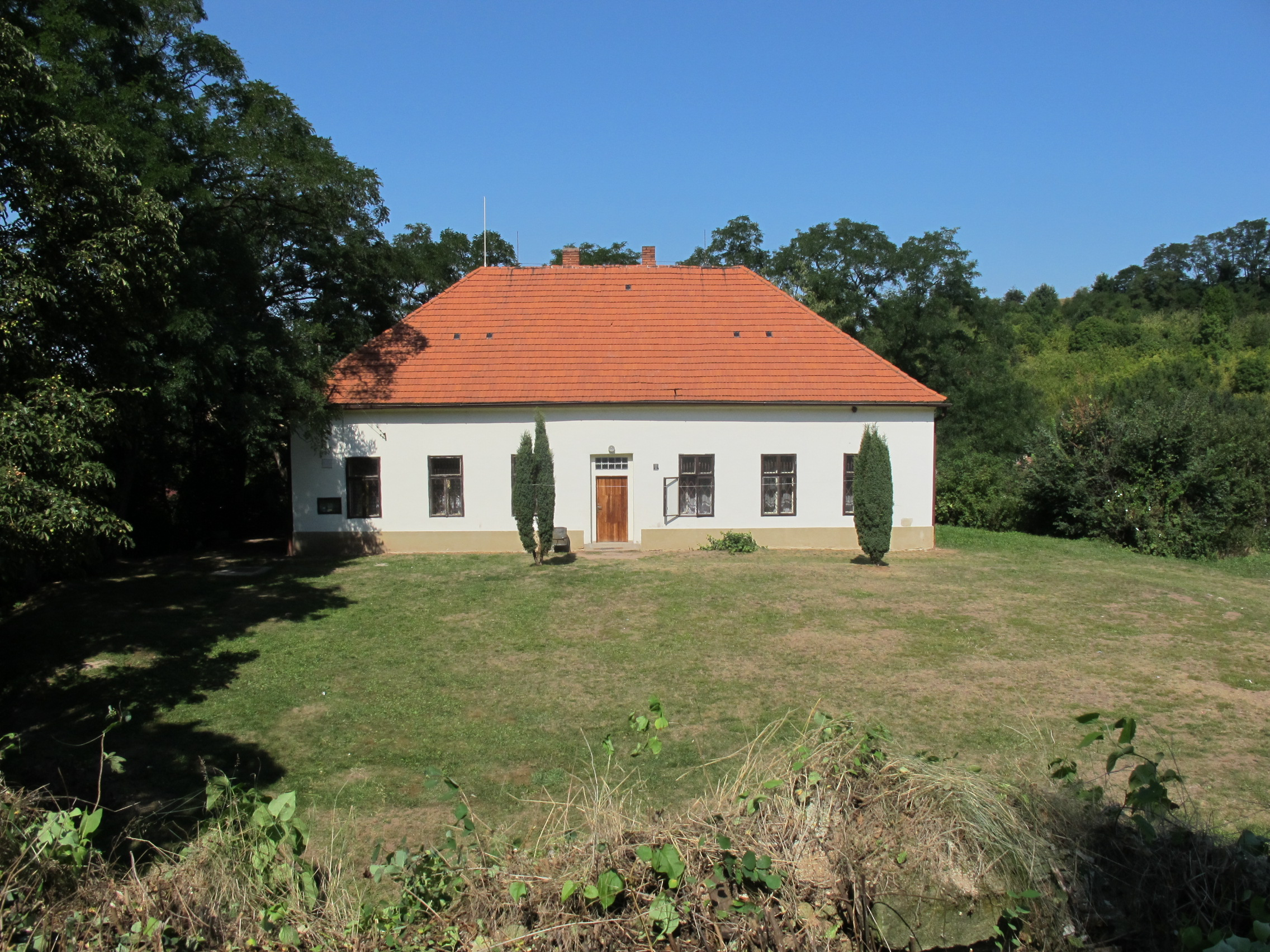
Bývalá dvoutřídní škola pod kostelem
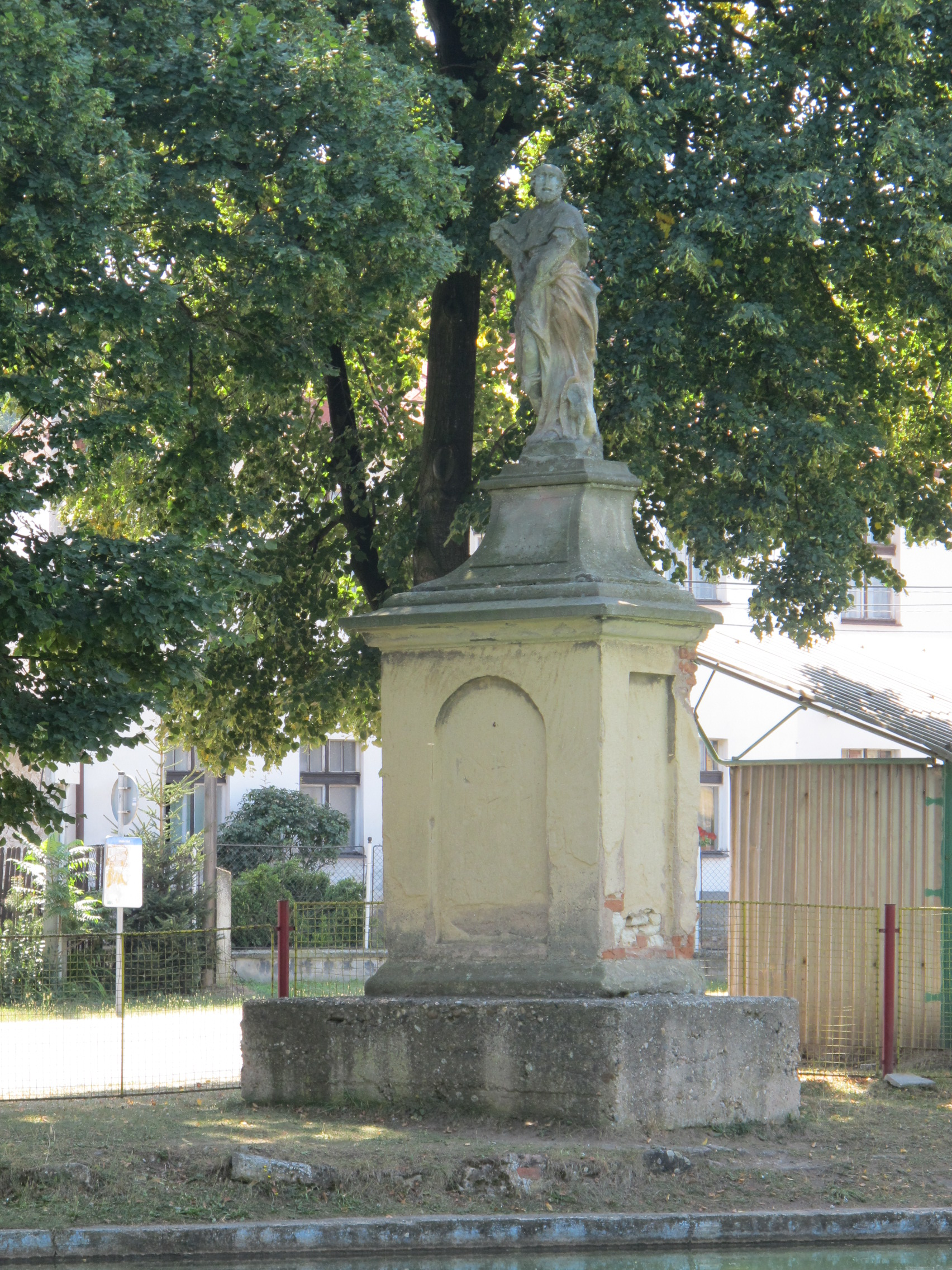
Plastika sv. Rocha z poloviny 18. století
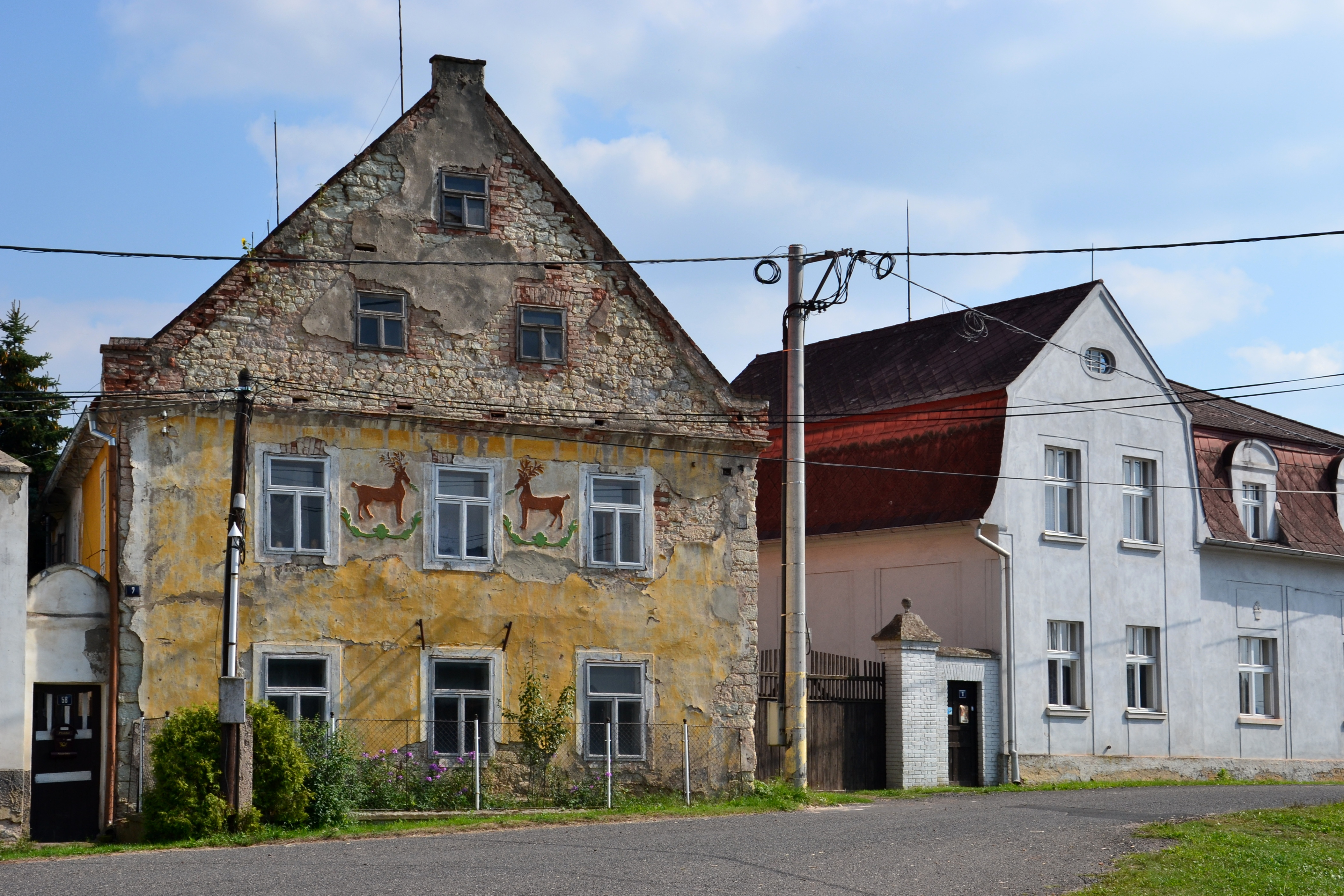
Památkově chráněná usedlost čp. 7
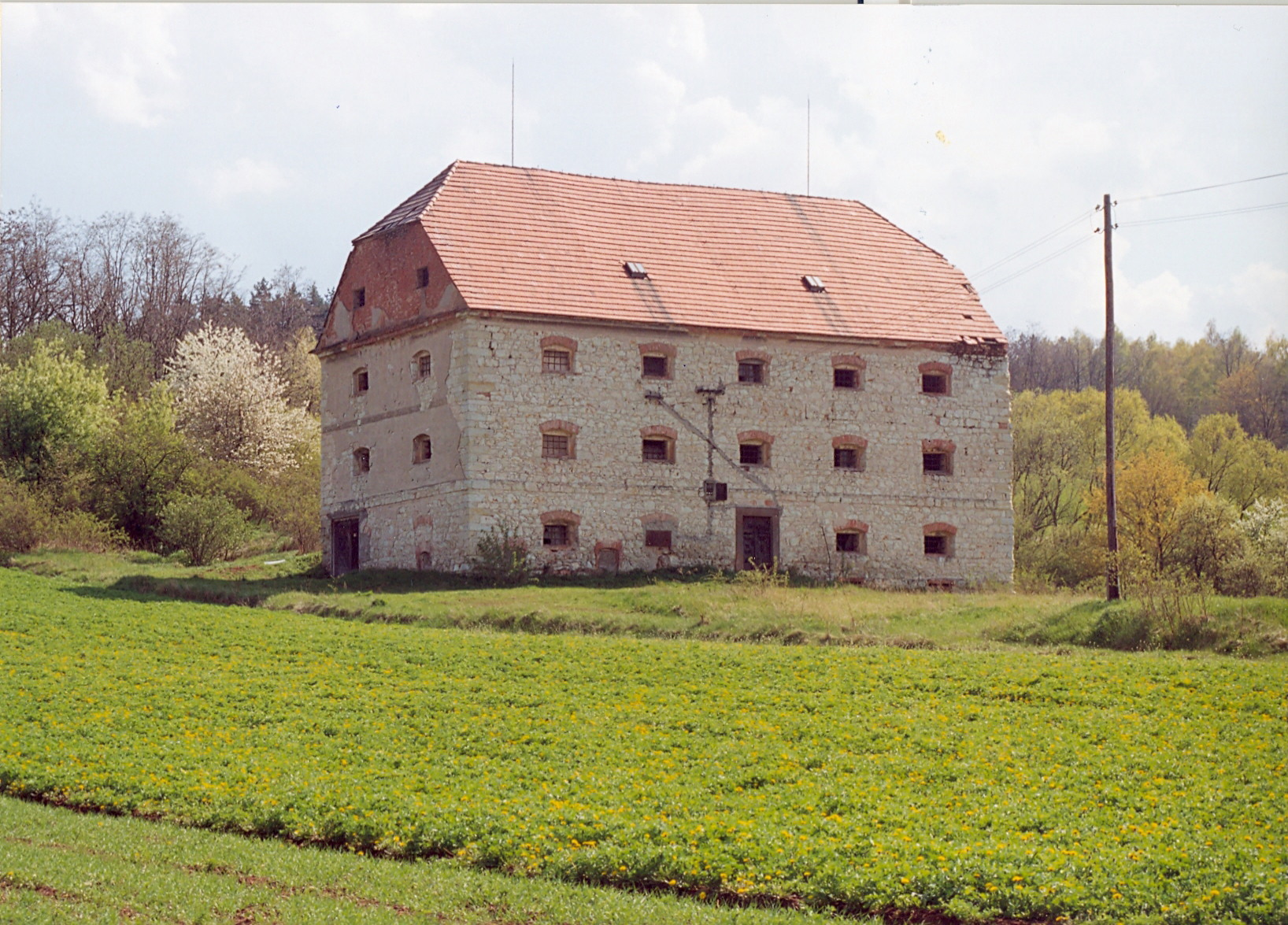
Kontribuční sýpka nad vsí
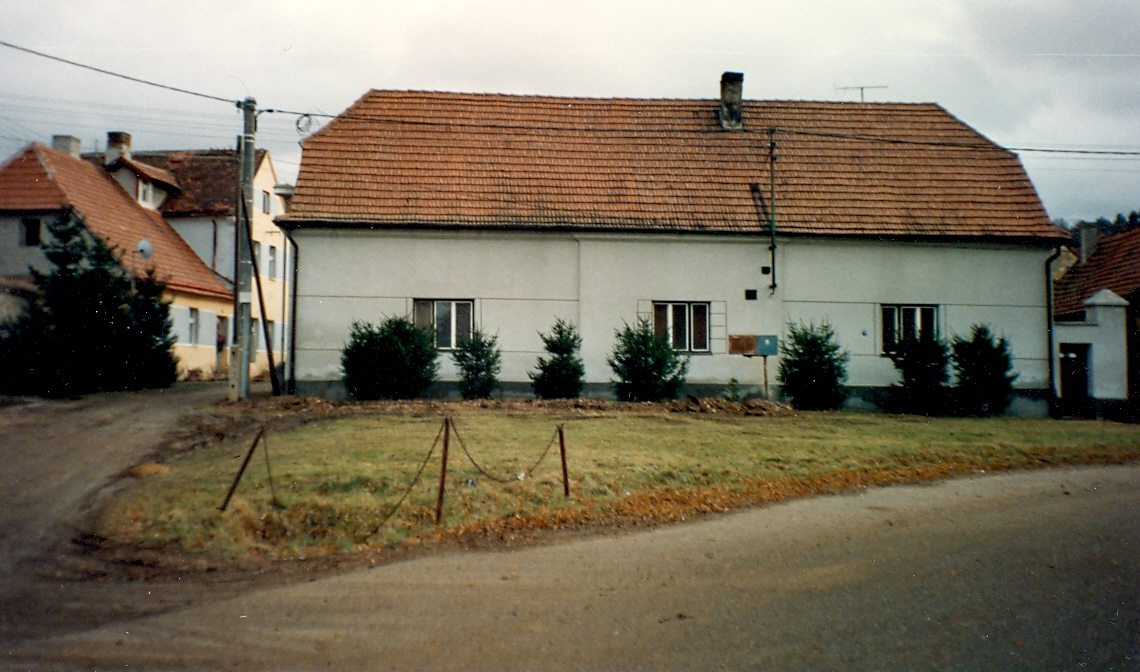
Dům čp. 6
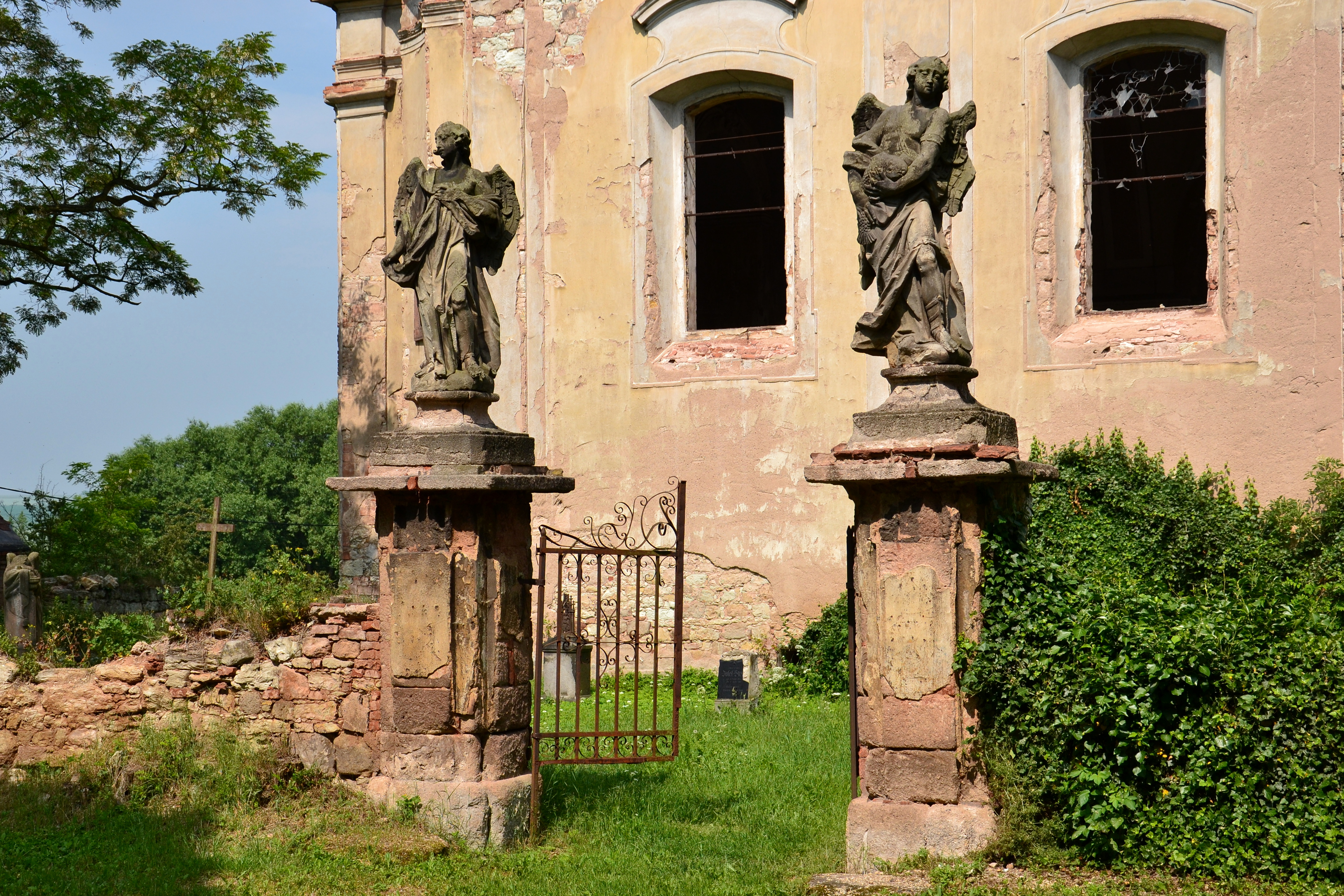
Barokní plastiky andělů před vchodem do kostela
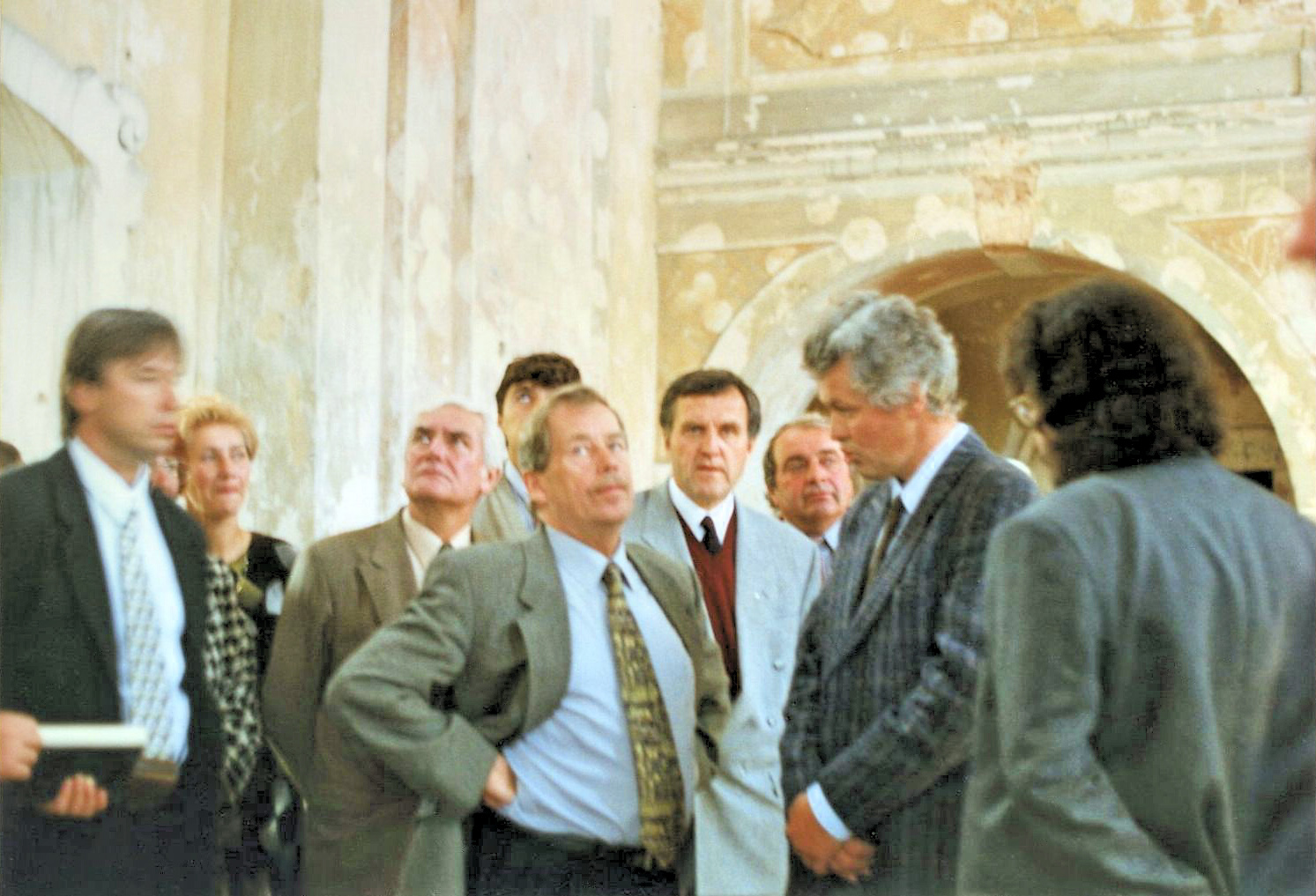
Václav Havel v kostele 17. září 1997
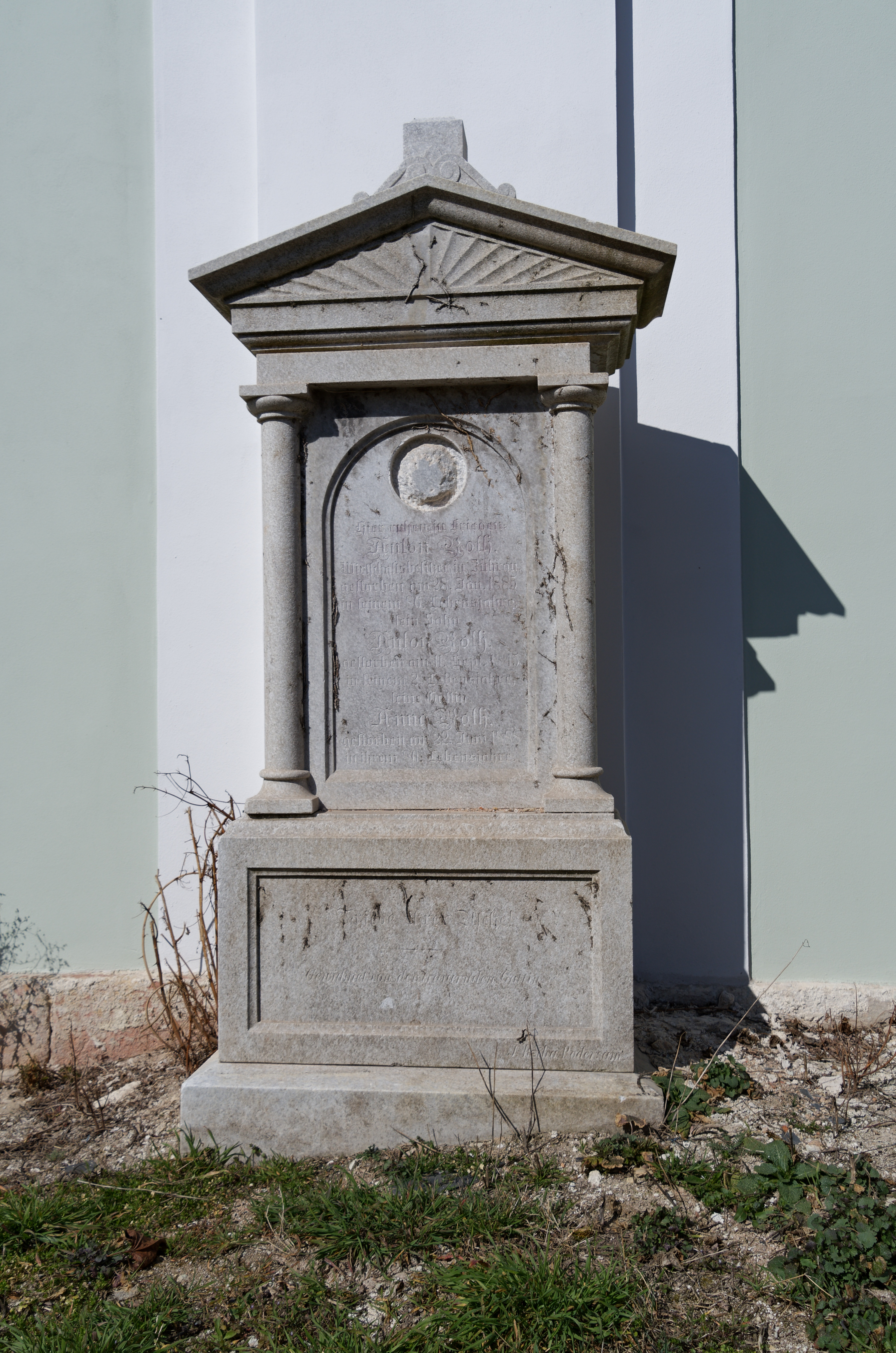
Náhrobek z 19. století u zdi kostela
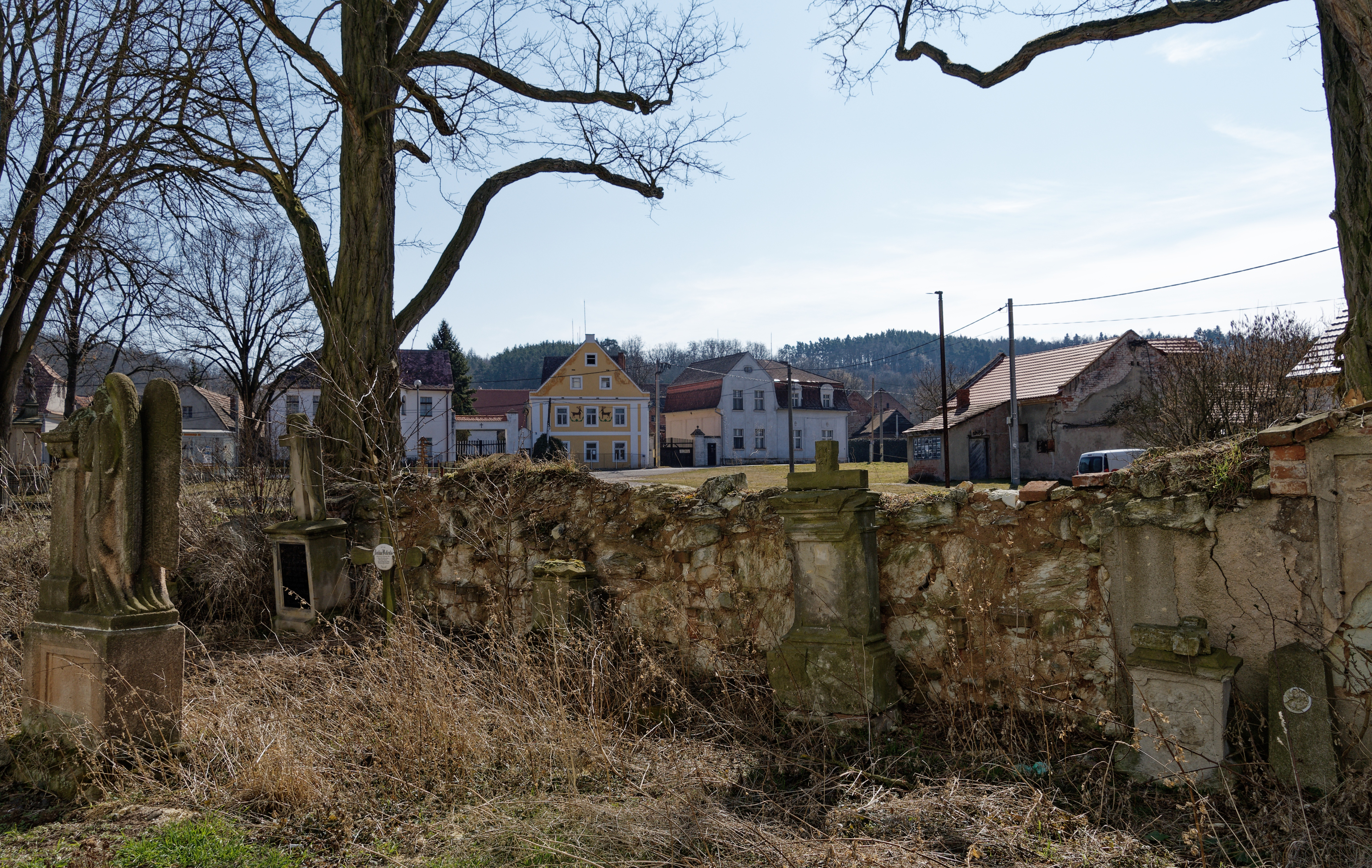
Pohled na náves ze hřbitova
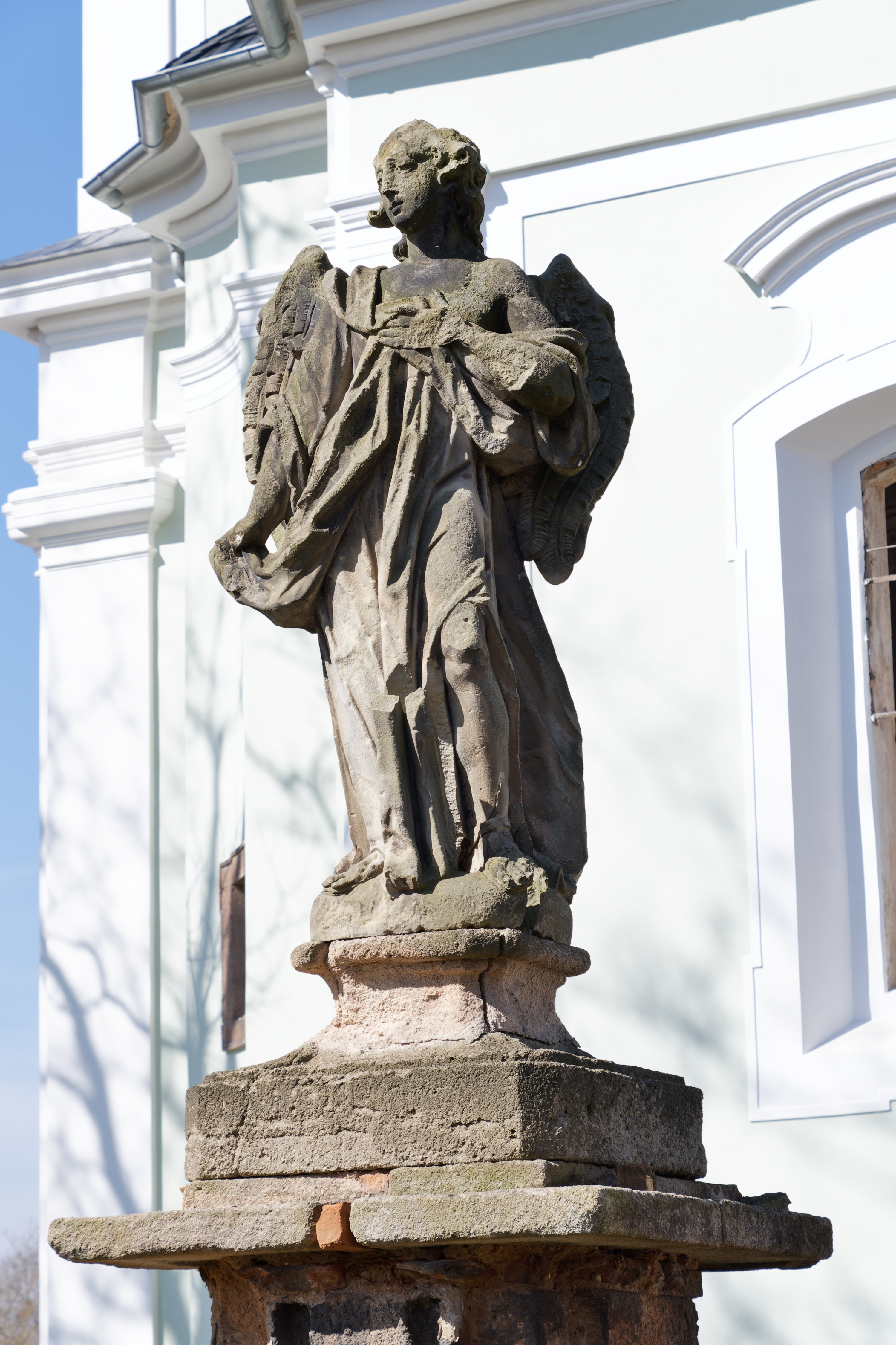
Barokní anděl na hřbitovní bráně
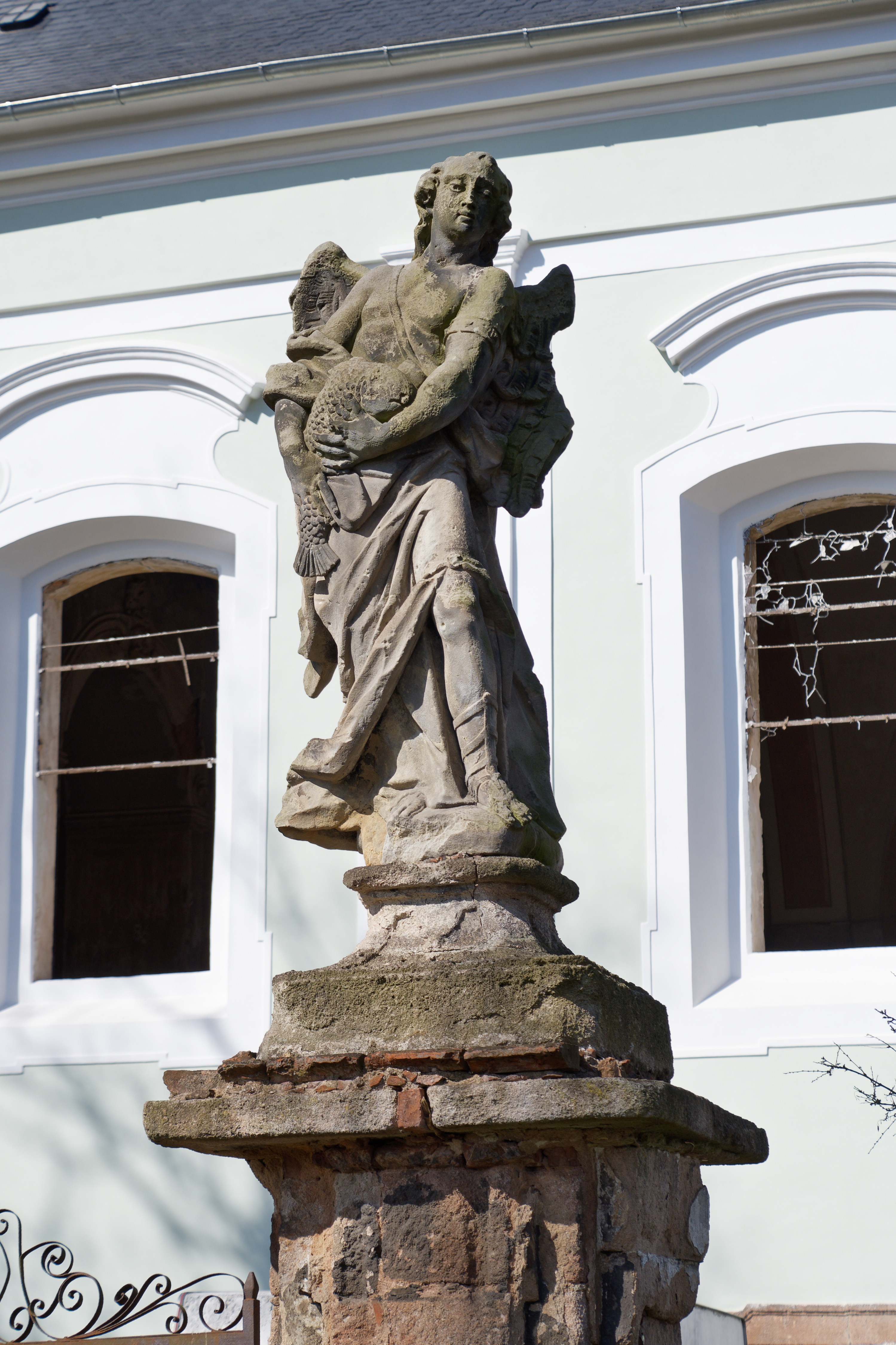
Barokní anděl na hřbitovní bráně